# Sthefany Brito
Sthefany Fernandes de Brito (San Paolo, 19 giugno 1987) è un'attrice brasiliana.

## Biografia

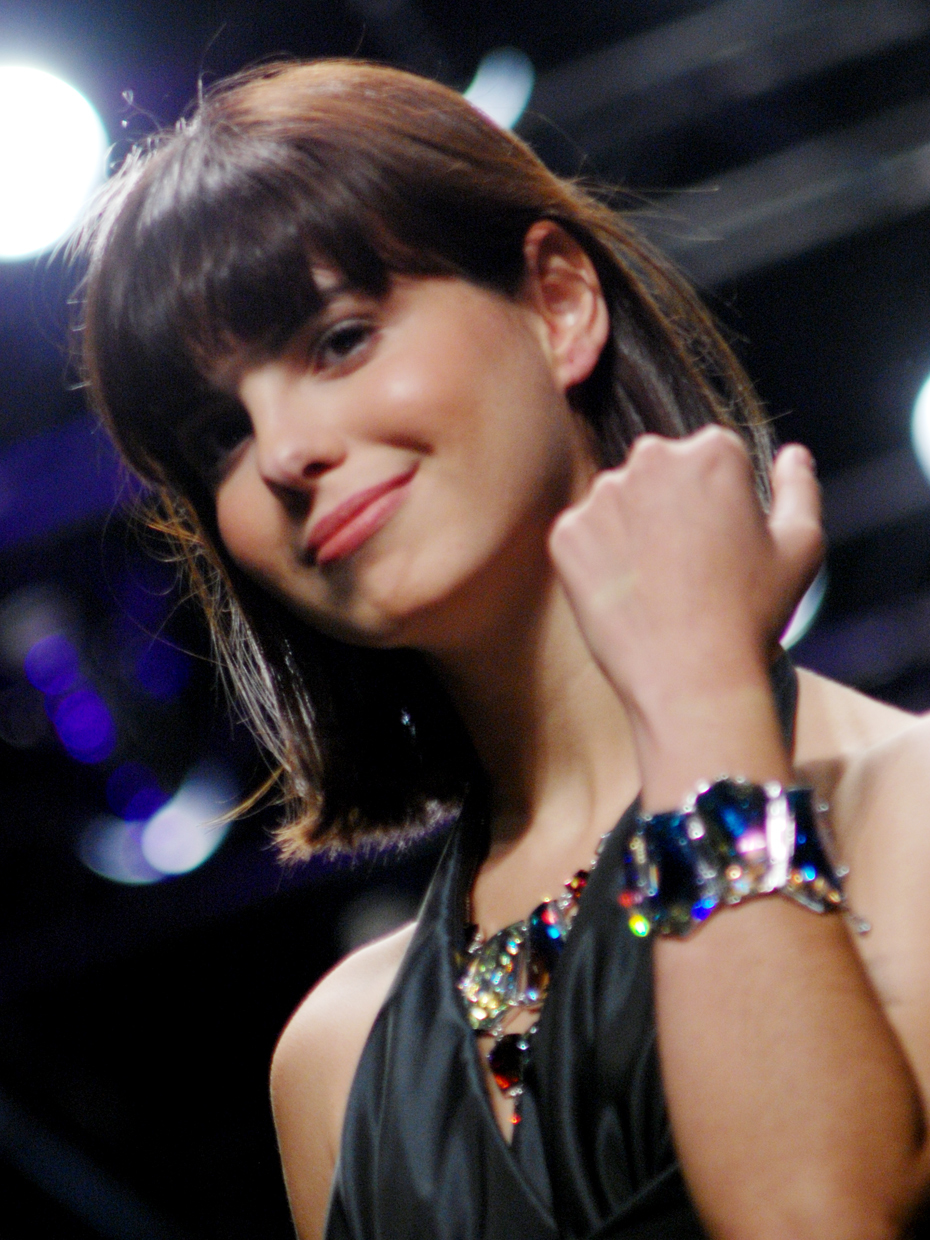
Sthefany Brito (2008)

Nata a San Paolo da una famiglia di origini italiane, ha cominciato a studiare recitazione nel 1995, facendo poi qualche spot per giocattoli e per prodotti per bambini. Ottenne il suo primo ruolo in televisione nel 1999, quando entrò nel cast di Chiquititas. Nel 2001 ebbe un ruolo nella telenovela Um Anjo Caiu Do Cèu. Lo stesso anno ebbe una parte nella soap opera Dorinha, dove interpretava un angelo. L'anno dopo recitò nella novela O clone, nelle vesti di una ragazza musulmana. Nel 2003 presentò lo show televisivo Globinho. Nel 2006 conquistò il suo più importante ruolo, nella telenovela Pagine di vita.

## Vita privata
Sorella maggiore di Kayky Brito, anch'esso attore. Il 7 luglio 2009 si è sposata con il calciatore brasiliano Alexandre Pato, matrimonio poi sciolto dopo meno di un anno.

### Televisione
- Chiquititas (1999-2000)
- Um Anjo Caiu do Céu (2001)
- O clone (2001-2002)
- TV Globinho (2003)
- Agora É Que São Elas (2003)
- Começar de Novo (2004-2005)
- Pagine di vita (Páginas da Vida) (2006-2007)
- Carga Pesada (2007)
- Desejo Proibido (2007-2008)
- Macho Man (2011)
- A vida da gente (2011-2012)
- Dança dos Famosos 9 (2012)
- Flor do Caribe (2013)

### Cinema
- Remissão (2004)
- As Vidas de Maria (2005)
- Senhor dos Ladrões (2006)
- Mistéryos (2008)

### Teatro
- Noviça Rebelde (2002)
- É o Bicho! A ordem natural das coisas (2003)
- Mágico de Oz (2004)
- História de São Vicente (2004)
- Léo e Bia 1973 (2005)